# Volo Swissair 306
Il volo Swissair 306 era un volo di linea della Swissair operato il 4 settembre 1963 da un Sud Aviation Caravelle III tra Zurigo e Roma con scalo intermedio a Ginevra. A causa di un incendio in volo si schiantò vicino Dürrenäsch in Svizzera uccidendo tutte le ottanta persone a bordo.

## L'aereo
Il velivolo coinvolto nell'incidente era un Sud Aviation Caravelle III con numero di registrazione HB-ICV consegnato alla Swissair nel corso del 1962.

## L'incidente

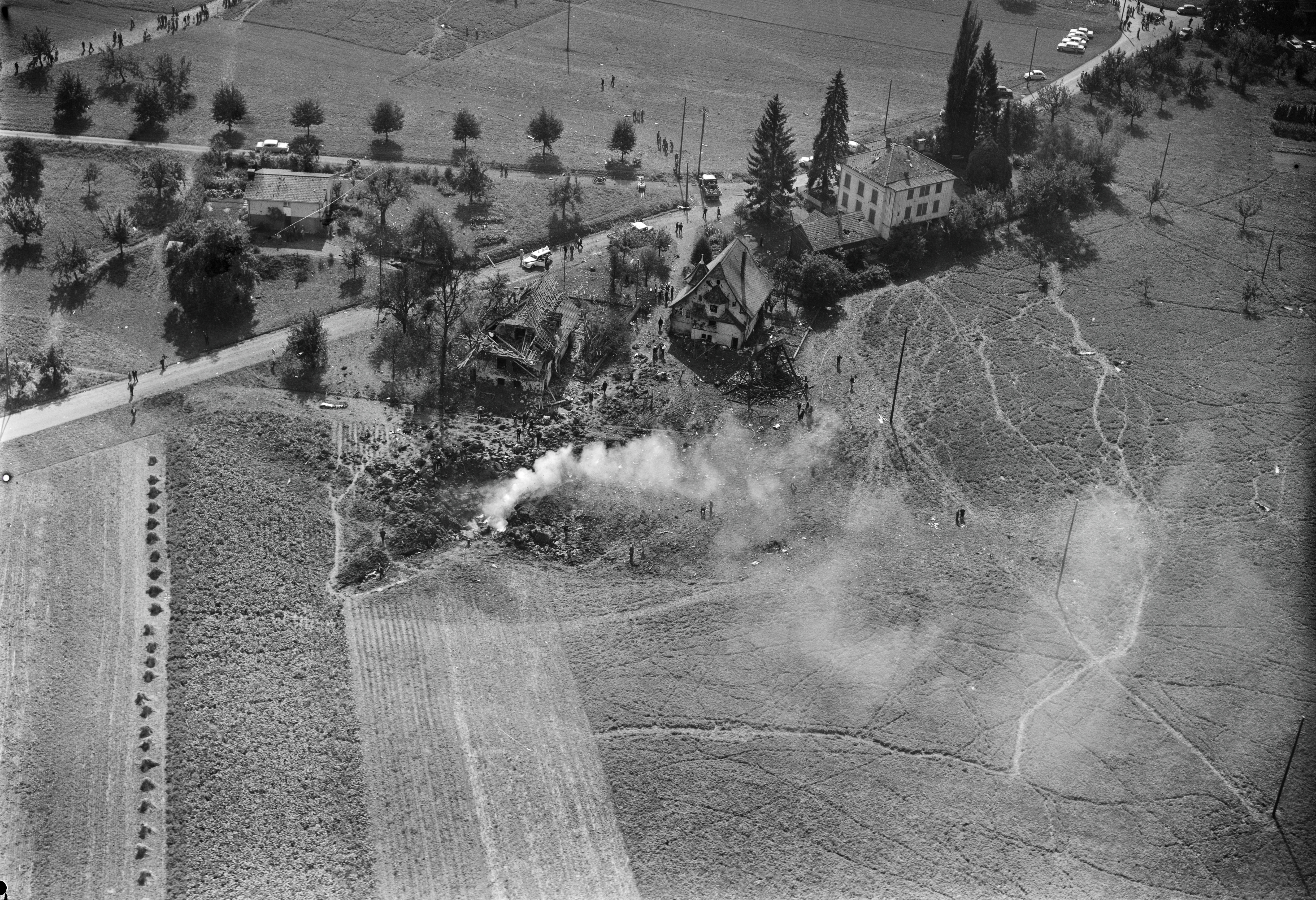
Il luogo dell'incidente del Caravelle a 35 km dall'aeroporto di partenza

Alle 05:40 ora locale iniziarono le operazioni di preparazione del velivolo. A causa della nebbia il Caravelle dovette rullare a bassa velocità seguendo la macchina del Follow Me. La RVR (Runway Visual Range) era 180 metri, 20 metri sotto i limiti di compagnia. L'equipaggio richiese dunque di poter rullare lungo tutta la pista per disperdere momentaneamente con il calore e la potenza dei motori la nebbia per consentire il decollo. La manovra venne autorizzata e il Caravelle percorse la pista con i motori alla massima potenza e controllando la velocità con i freni. Arrivato alla testata opposta della pista tornò indietro sempre con i motori al massimo. La procedura richiedeva quindi di decollare immediatamente. I piloti fecero effettuare al velivolo una inversione di 180° per posizionarsi lungo l'asse della pista, pronto per il decollo. Durante questa manovra una ruota esplose a causa dell'alta temperatura dei freni. L'equipaggio non si accorse dell'anomalia e in cabina non era presente uno strumento che misurasse la temperatura dei freni. Alle 06:13 il Caravelle decollò con il carrello sinistro in fiamme. Quando il carrello venne retratto le fiamme si espansero all'interno del vano e iniziò a perdere liquido idraulico, altamente infiammabile. Il velivolo stava salendo a 10.000 piedi con rotta 300° quando ormai il fuoco aveva distrutto tutti i sistemi idraulici e il circuito del carburante del motore n.1. A causa dei danneggiamenti al sistema idraulico il Caravelle iniziò a sbandare a sinistra senza controllo. Alle 7:21 LT i piloti inviarono un segnale di Mayday; fu l'ultima comunicazione registrata.

## Le indagini
L'inchiesta, malgrado fosse riuscita ad analizzare le scatole nere, non riuscì a determinare la causa dell'incidente fino a quando non vennero ritrovati alcuni rottami del carrello e della fusoliera con evidenti segni di bruciature. Inoltre un contadino riferì di aver visto del fumo provenire da sotto l'aereo.
Venne inoltre accertato che durante le operazioni pre-volo i piloti avevano impostato il freno parcheggio sul livello 1 (il Caravelle ha 9 differenti livelli che vanno da 9 cioè il massimo a 0 quando è disinserito completamente) e non lo avevano disinserito prima di rullare. Il continuo sfregamento dei freni durante il rullaggio e durante la manovra per disperdere la nebbia provocò un aumento incontrollato della temperatura dei freni stessi.

## Conseguenze
Dopo l'accertamento delle cause dell'incidente il liquido idraulico dei Caravelle venne sostituito con una versione non infiammabile. Dopo tre settimane dall'incidente tutti i Caravelle della Swissair vennero dotati di sensore di incendio nel vano carrello.
Tra i 74 passeggeri a bordo ben 43 erano residenti di un piccolo villaggio svizzero, Humlikon (il 20% degli abitanti), compreso il sindaco e una rappresentanza del consiglio cittadino. Al momento dell'incidente la popolazione censita era infatti di 217 abitanti. Ciò comportò anche l'azzeramento dell'amministrazione comunale, portando ad uno dei rari commissariamenti nel Paese.